# Norman H. Bangerter
Norman Howard "Norm" Bangerter, född 4 januari 1933 i Granger (idag en del av West Valley City), Utah, död 14 april 2015 i Murray, Utah, var en amerikansk republikansk politiker. Han var Utahs guvernör 1985–1993.
Bangerter studerade vid Brigham Young University och University of Utah. Han deltog i Koreakriget i USA:s flotta.
Bangerter efterträdde 1985 Scott M. Matheson som Utahs guvernör och efterträddes 1993 av Michael Leavitt.